# León Martinetti
León Felipe Martinetti, detto Tano (31 luglio 1926 – 15 dicembre 1999), è stato un cestista argentino.

## Carriera
Con l'Argentina ha disputato i Giochi olimpici di Londra 1948.